# Baikal-Kosakenheer

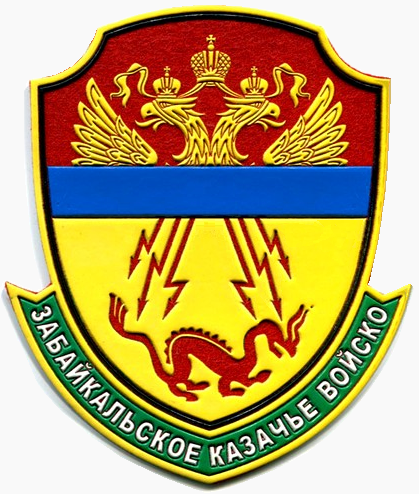
Ärmelabzeichen des Trans-Baikal-Kosakenheeres

Das Baikal-Kosakenheer (russisch: Забайкальское казачье войско), auch Transbaikal-Kosakenheer, wurde per Dekret des russischen Zaren Nikolaus I. (* 1796; † 1855) am 17. März 1851 als ein vereinigtes Regiment von Sibirischen Kosaken, Tungusen und Burjaten aufgestellt und zählte zu den 11 Kosakenheeren der Kaiserlich-russischen Armee. Daraus entwickelten sich zunächst das Baikal-Kosakenheer und danach das Transbaikal-Kosakenheer. Sie wurden 1922 von den Sowjets aufgelöst und nach einer großen Konferenz der Kosaken 1990 neu reaktiviert.

## Geschichte

Lebensraum und Einsatzgebiet der Transbaikal-Kosaken

Die sibirischen Kosaken und die örtliche Bevölkerung, die überwiegend aus Tungusen und Burjaten bestand, lebten im Gebiet des Transbaikals. Seit 1639 hatten die Kosaken als irreguläre Truppen bereits die Grenzüberwachung der russischen Grenze zu China übernommen. Erst einhundert Jahre später übernahmen die Tungusen und Burjaten – abgetrennt von den Kosaken – die gemeinsamen Aufgaben des Grenzschutzes. 1762 wurde ein Regiment der Tungusen und 1764 vier Regimenter der Burjaten (2 400 Personen) aufgestellt. Sie gliederten sich nach den Kosakenheeren der Kaiserlich-russischen Armee und unterstanden dem russischen Militärgouverneur der Provinz. Seit 1851 wurden die fünf Regimenter zum Baikal-Kosakenheer zusammengefügt, das Hauptquartier war, und ist auch heute wieder, in Tschita beheimatet. Während der Friedenszeiten bestand das Kosakenheer aus 3 Kavallerie-Regimentern, 6 Infanterie-Bataillone und 3 Artillerie-Batterien. In Kriegszeiten und in Zeiten der Mobilmachung wurden die Kräfte um bis zum dreifachen aufgestockt. Nach der Mobilmachung, im Jahre 1905, bestand das Kosakenheer aus einer stehenden Streitmacht von 5 Kavallerie-Regimentern, 2 Kosakenbatterien, 4 Infanterie-Regimentern, 3 Reservehundertschaften, 1 Artillerie-Reservezug und weiteren kleinen Reserveeinheiten. 1916 standen von den 265 000 Baikal-Kosaken 14 500 Mann unter Waffen. Das russische militärische Führungspersonal, Offiziere, Stabsoffiziere und Generale wurden durch Angehörige der Kaiserlich-russischen Armee gestellt. Nach der Oktoberrevolution im Jahre 1917 waren die Kosaken zunächst neutral, ab 1918 unterstützen ein Teil die Rote Armee der Bolschewiki, ein anderer Teil schloss sich der Weißen Armee an, 1922 wurden sie aufgelöst.

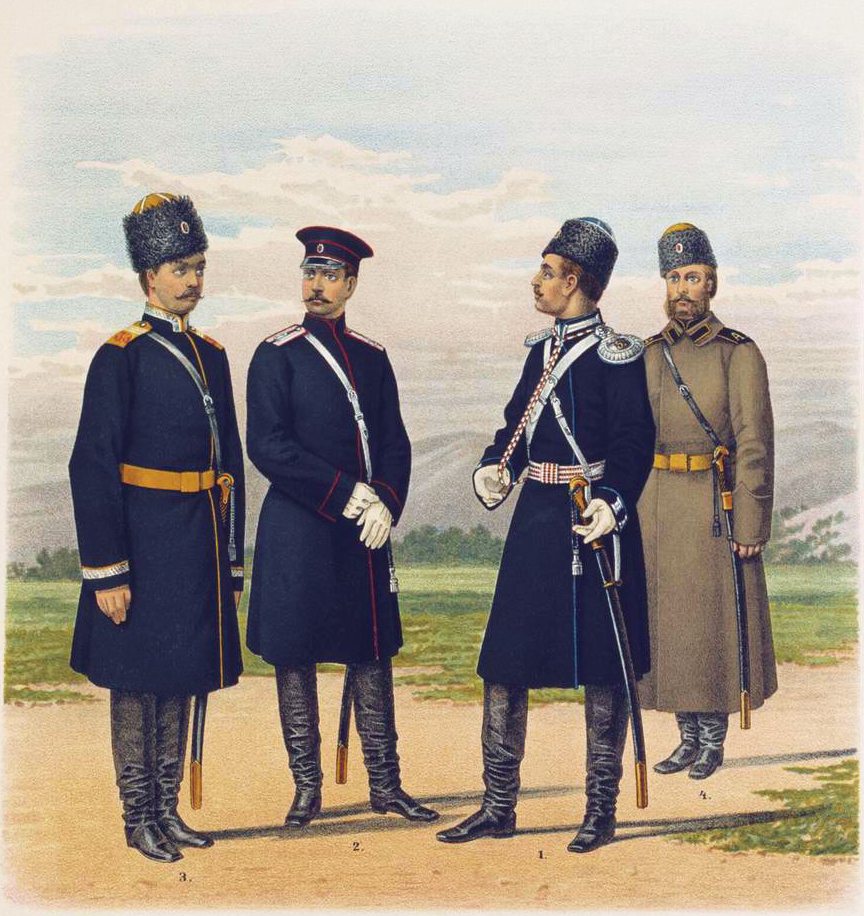
Offiziere und Sergeant der Baikal-Kosaken

Die Kosaken erhielten kein Geld oder Proviant und besaßen keine kaiserlichen Privilegien. Die persönliche Ausrüstung, die Uniformen, Handwaffen und die Pferde mussten die Kosaken selbst beschaffen und bezahlen, im Gegensatz zur regulären Armee wurden sie nicht aus der Staatskasse besoldet. In Folge der im Jahre 1872 erfolgten Währungsreform mussten die Kosaken jährlich 70 000 Rubel an die Staatskasse abführen und von 1875 bis 1906 zahlten sie eine Kopfsteuer von insgesamt 362 145 Rubel.
Seit 1859 bestand eine russisch-mongolische Armeeschule, die unter der Kontrolle des Baikal-Kosakenheers stand. Weitere Schulen wurden in den Regimentern und Bataillonen eingerichtet, in den Stanitzen (Kosakensiedlungen) gab es Dorfschulen. Somit wurden 1872 nach offiziellen Angaben 6 Regimentsschulen, 12 Bataillonsschulen und ungefähr 200 Dorfschulen unterhalten. Im Auftrag des Staatsrates, der am 31. Mai 1872 das Oberkommando über das Baikal-Kosakenheer erhielt, wurden Regimentsschulen und Bataillonsschulen dem Ministerium für Volksbildung übertragen.
An der Spitze der Trans-Baikal-Kosakenarmee stand der Ataman, der dem Generalgouverneur von Sibirien unterstellt war. Der Ataman verband die Rechte des Divisionskommandeurs und eines Gouverneurs, gleichzeitig wurden ihm das Komitee für militärische Angelegenheiten und das Komitee für geschäftliche Angelegenheiten zugeteilt.

### Kriegseinsätze
Das Baikal-Kosakenheer war von 1899 bis 1901 in China an der Niederschlagung des Boxeraufstandes eingesetzt. Sie kämpften im Russisch-Japanischen Krieg von 1904 bis 1905 und waren im Ersten Weltkrieg an mehreren Fronten eingesetzt.

### Oktoberrevolution und ihre Folgen

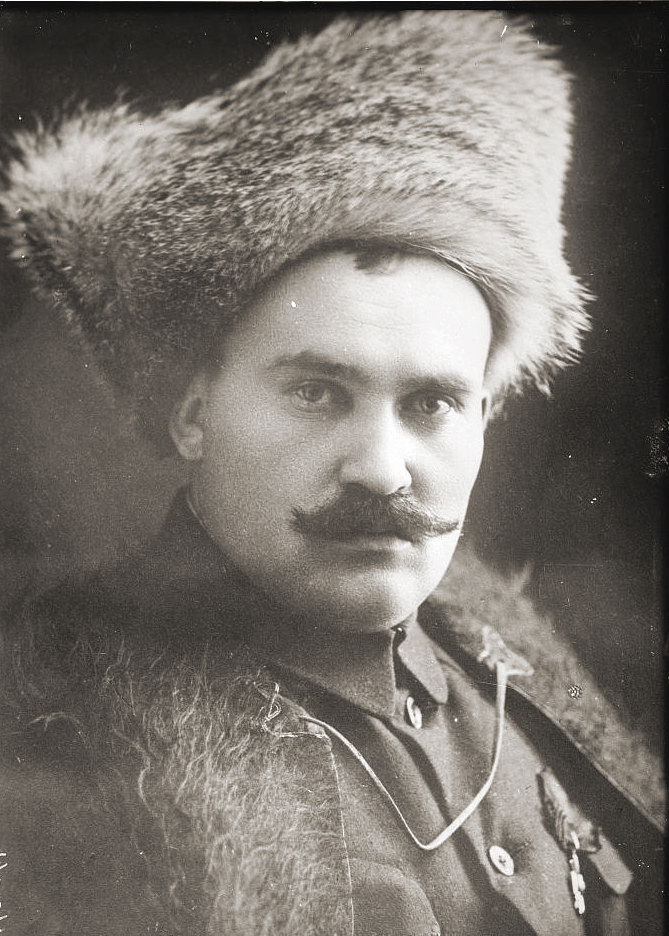
Ataman Grigori Michailowitsch Semjonow

Nach dem Sturz der russischen Monarchie kam es im Baikal-Kosakenheer im März 1917 zur Spaltung. Im gleichen Zeitraum wurde in Tschita der erste Kongress der Trans-Baikal-Kosaken abgehalten. Auf ihm beschloss man die Auflösung des Kosakenheeres. Viele Kosaken befolgten diesen Beschluss nicht und begannen mit dem Widerstand zur Auflösung. Andere Kosaken beteiligten sich im nachfolgenden Bürgerkrieg unter der Führung ihres Ataman Generalmajor Grigori Michailowitsch Semjonow und des Barons Roman von Ungern-Sternberg in der Weißen Armee. Wieder andere Kosaken schlossen sich der Roten Armee an. 1920 erfolgte die endgültige Auflösung der Kosakenheere durch die Sowjetunion, mit der Niederlage Semjonows und seiner Anhänger flohen viele Kosakenfamilien in die Mandschurei, einige wanderten nach Australien aus und kehrten in den 1960er Jahren in die Sowjetunion zurück, dort wurden sie in Kasachstan angesiedelt.
Im 2. Weltkrieg waren im Sommer 1943, bei der Aufstellung der 1. Kosaken-Division in der Deutschen Wehrmacht, von den etwa 10.000 Kosaken auch Baikal-Kosaken.

### Kosakenrenaissance

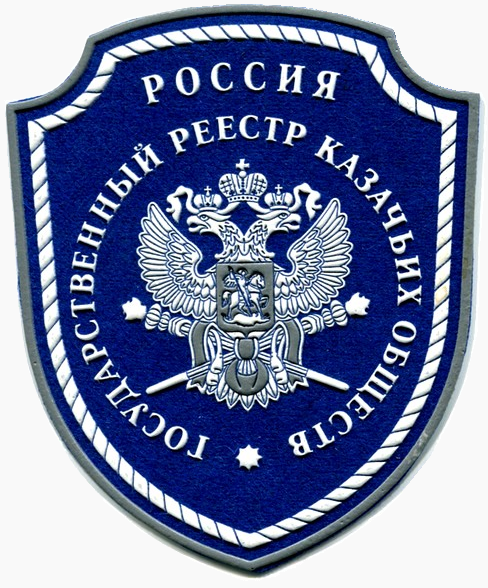
Das Emblem der registrierten Kosaken Russlands

Im Jahre 1990 fand in Moskau eine große Konferenz der Kosaken statt, auf der neben anderen Entscheidungen auch über die Wiederbelebung der Kosakenheere – auch der Baikal-Kosaken – beraten wurde. Diese Neuaufstellung wurde dann auch beschlossen, als neuer Ataman der Baikal-Kosaken wurde 1993 Wassiljewitsch Bogdanow gewählt, der 2010 von Sergej Bobrow abgelöst wurde. Am 30. März 2014 wählten die Kosaken Gennady Chupin zum Ataman des Baikal-Kosakenheeres. Auf Anordnung des Ataman Bobrow wurde 2011 in Australien die separate Kosakengesellschaft „Ambassador’s Australian Department“ gegründet. Die Hauptaktivität der Gesellschaft ist die Entwicklung der Freundschaft und der Zusammenarbeit zwischen den Völkern; Stärkung der Beziehungen zu den Kosaken im Ausland; kulturelle, spirituelle und moralische Erziehung der Jugend, Bewahrung und Entwicklung der kosakischen Traditionen und Bräuche im Ausland.

## Die Gesangsgruppe „Baikal-Kosaken“
Die Gesangsgruppe „Baikal-Kosaken“, besteht aus vier professionellen Opernsängern. Die Mitglieder der „Baikal Kosaken“ hatten zuvor in verschiedenen russischen Gesangsgruppen mitgewirkt, bis sie sich entschieden haben ein eigenes Ensemble zu gründen. Ihr Vortragsbreite reicht von russisch – orthodoxen Kirchengesänge, a cappella, russischen Balladen, Romanzen und Volksliedern mit Instrumentalbegleitung. In Europa traten sie in Deutschland, Frankreich, den Niederlanden, Belgien, Österreich, Polen, Spanien und in die Schweiz auf. Darüber hinaus haben sie in den USA, auf den Kanarischen Inseln und den Niederländischen Antillen Konzerte gegeben.